# Athènes-Sud
Le district régional d’Athènes-Sud  (grec moderne : Περιφερειακή ενότητα Νοτίου Τομέα Αθηνών) est l'un des districts régionaux de Grèce qui fait partie de la périphérie (région) de l'Attique. Ce district régional englobe la partie sud-centrale de l'agglomération d'Athènes.

## Administration
Dans le cadre de la réforme gouvernementale de 2011, le Programme Kallikratis, le district régional d'Athènes-Sud, est créé en partie sur l'ancienne Préfecture d'Athènes. Il est divisé en 8 municipalités qui sont (numérotés selon la carte dans l'infobox) :
- Ágios Dimítrios (4)
- Álimos (7)
- Ellinikó-Argyroúpoli (14)
- Glyfáda (12)
- Kallithéa (20)
- Moscháto-Távros (24)
- Néa Smýrni (26)
- Paleó Fáliro (27)